# Izvestkovyj
Izvestkovyj (russisk: Известковый) er en bymæssig bebyggelse (russisk: Посёлок городского типа) i den Jødiske autonome oblast i det den fjernøstlige del af Rusland. Den har et indbyggertal på 1.355 (2023) indbyggere.
Izvestkovyj ligger i bjergkæden Lille Khingan, ca. 40 kilometer øst for byen Oblutje og ca. 100 kilometer nordvest for oblastens hovedby Birobidzjan. Den har en jernbanestation, der er standsningssted på Den transsibiriske jernbane.